# Ausnutzungsfaktor nach Schwaiger
Der Ausnutzungsfaktor nach Schwaiger (auch Homogenitätsgrad genannt) ist ein Maß für die Homogenität eines elektrischen Feldes. Er spielt dann eine Rolle, wenn in einer Hochspannungsanlage der verfügbare Raum möglichst gut ausgenutzt werden soll, ohne dass zu hohe Feldstärken auftreten, die zu Funken- oder Lichtbogenentladungen führen können. „Ideal“ in diesem Sinne ist das homogene Feld eines idealen Plattenkondensators.
Der Ausnutzungsfaktor {\displaystyle \eta } ist benannt nach Anton Schwaiger.
Definition:
{\displaystyle \eta ={\frac {E_{\mathrm {mittel} }}{E_{\mathrm {max} }}}}
Ist U die Spannung und s der mittlere Abstand zwischen den Elektroden, so ist demnach
{\displaystyle \eta ={\frac {U/s}{E_{\mathrm {max} }}}}.
Die maximale Feldstärke in einer Elektrodenanordnung mit bekanntem {\displaystyle \eta } beträgt also
{\displaystyle \Leftrightarrow E_{\mathrm {max} }={\frac {U}{\eta \cdot s}}}.
Unterscheidungen:
- {\displaystyle \eta =1}: homogenes Feld (z. B. Plattenkondensator)
- {\displaystyle \eta <1}: schwach inhomogenes Feld (z. B. Kugel-Plattenanordnung)
- {\displaystyle \eta <0{,}2}: stark inhomogenes Feld (z. B. Spitze-Plattenanordnung)

Schwaiger fand heraus, dass ab einem Homogenitätsgrad von unter 0,2 stabile Teilentladungen stattfinden können, wodurch dieser auch als Grenzhomogenitätsgrad angesehen werden kann.
Für eine koaxiale Zylinderanordnung lässt sich der Homogenitätsgrad über den geometrischen Faktor P bestimmen:
{\displaystyle \eta ={\frac {\ln P}{P-1}}=\ln P\cdot {\frac {r}{s}}}
mit
{\displaystyle P=1+{\frac {s}{r}}},
wobei
- s die Schlagweite zwischen den Elektroden darstellt und
- r definiert ist als der Radius der stärker gekrümmten Elektrode.

P ist definiert zwischen eins und unendlich. Hat man P berechnet, kann man aus den von Schwaiger aufgestellten Kurven das η ablesen. Ein hohes P hat ein kleines η zur Folge und umgekehrt.
Stark inhomogene Felder können sich in zwei Fällen einstellen:
- Die Elektroden liegen weit auseinander (s groß); in diesem Fall lässt sich die Näherung
{\displaystyle \eta \approx {\frac {1}{p}}={\frac {r}{r+s}}}

verwenden, um eine hinreichend genaue Berechnung zu erreichen.
- Der Radius der stärker gekrümmten Elektrode ist sehr klein. Bei gleicher Schlagweite und gleichem Radius der Elektrode kann es auf Grund der geometrischen Anordnungen dennoch zu einem anderen η kommen.